# Other People (film)
Other People è un film del 2016 scritto e diretto da Chris Kelly.
Kelly è uno sceneggiatore del Saturday Night Live alla sua prima sceneggiatura e regia cinematografica, dove affronta una storia semi-autobiografica. Tra gli interpreti principali figurano Jesse Plemons, Molly Shannon e Bradley Whitford. 

## Trama
David Mulcahey si è da poco lasciato con il fidanzato Paul e si vede costretto a lasciare New York per tornare a Sacramento per assistere la madre malata di leiomiosarcoma. Il ritorno a casa dopo dieci anni si rivela traumatico, si ritrova a convivere con il padre conservatore che non ha mai accettato la sua omosessualità e con le giovani sorelle che conosce poco. David deve affrontare il peggioramento della malattia della madre, che ha deciso di rinunciare alla chemioterapia, e allo stesso tempo deve analizzare le sue scelte e le sue paure per capire cosa vuole veramente dalla vita.

## Distribuzione
Il film è stato presentato in concorso al Sundance Film Festival 2016, successivamente è stato presentato in molti altri festival cinematografici internazionali. Negli Stati Uniti è stato distribuito limitatamente nelle sale e in video on demand il 9 settembre 2016. I diritti della distribuzione internazionale, Italia compresa, sono stati acquistati da Netflix.

## Riconoscimenti
- 2017 - Independent Spirit Awards
  - Miglior attrice non protagonista a Molly Shannon
  - Candidatura per il Miglior film d'esordio
  - Candidatura per la Miglior sceneggiatura d'esordio
  - Candidatura per il Miglior attore protagonista a Jesse Plemons
- 2017 - GLAAD Media Awards
  - Miglior film della piccola distribuzione